# Creedence Clearwater Revisited
Creedence Clearwater Revisited fue una banda estadounidense de rock formada en 1995 por el bajista Stu Cook y el baterista Doug Clifford, exintegrantes de Creedence Clearwater Revival, para tocar versiones en vivo de las canciones de dicha banda.

## Antecedentes
Gran parte de las canciones de Creedence Clearwater Revival habían sido escritas y compuestas por John Fogerty, quien no ha participado en Creedence Clearwater Revisited. Fogerty había ejercido control artístico sobre la banda anterior, y presentó una demanda para tratar de impedir que la nueva banda «Revisited» usara un nombre similar, diciendo que el nombre confundiría al público haciéndoles pensar que era una continuación de «Revival». Sin embargo, su demanda finalmente no tuvo éxito. El cuarto miembro de Creedence, Tom Fogerty, había muerto en 1990 antes de que se formara la nueva banda.

## Historia
La banda se formó en 1995. Stu Cook compró una casa en el  Lago Tahoe cerca de la casa de Doug Clifford y los dos comenzaron a tocar regularmente y decidieron formar una banda, a pesar de que Clifford se consideraba retirado en ese momento. Cook dijo: «Realmente nunca tuvimos la intención de tocar para el público, pero un amigo quería promocionar un par de conciertos. Nos convencieron, pero no sabíamos cómo resultaría». El dúo contactó a John Fogerty «por cortesía» para invitarlo a reunirse con ellos, pero Fogerty, quien en ese momento se negaba a tocar música de Creedence, rechazó la oferta.
En 1996, el grupo aumentó el alcance de su reunión, presentando 190 espectáculos en el transcurso del año antes de disminuir a 100 y decidirse por 75 presentaciones anuales durante aproximadamente 15 años a instancias de Clifford. Cuando el grupo cumplió 20 años, las fechas de su gira anual se redujeron a alrededor de 50. La banda ha realizado giras por Norteamérica, Sudamérica, Australia, Nueva Zelanda, Europa y Asia.
En 1997, John Fogerty demandó a Creedence Clearwater Revisited, diciendo que el nombre de la banda confundió al público estadounidense y les hizo creer que él era parte de la nueva banda. El tribunal estuvo de acuerdo y una orden judicial impidió que la nueva banda siguiera utilizando el nombre Creedence Clearwater Revisited. La banda cambió su nombre a «Cosmo's Factory», un nombre que había considerado anteriormente y el nombre del álbum de 1970 de la banda original. La banda apeló el fallo y la Novena Corte de Apelaciones de los Estados Unidos anuló la orden judicial, afirmando que no había evidencia de que la gente estuviera confundida y se hiciera creer que Fogerty estaba asociado con la nueva banda. La banda inmediatamente cambió su nombre a «Creedence Clearwater Revisited».
En 1998, la banda lanzó Recollection, un álbum compuesto por versiones en vivo de canciones de Creedence Clearwater Revival. El álbum fue certificado Platino por la RIAA en 2007.
En septiembre de 2017, Clifford descartó cualquier posibilidad de que Cook y él mismo se reunieran con Fogerty, afirmando: «Hubiera sido genial hace 20 o 25 años. Ahora es demasiado tarde».
En abril de 2019, Clifford y Cook dijeron que disolverían Creedence Clearwater Revisited y se retirarían de las giras luego de una gira de despedida más adelante ese año.
La decisión parecía haber sido revertida, ya que la banda continuó de gira el año siguiente, con presentaciones internacionales en 2020 en Nueva Zelanda y México. Luego anunciaron que las giras adicionales fueron suspendidas debido a la pandemia de COVID-19. A febrero de 2022, la banda no se presenta desde el 29 de febrero de 2020, cuando estaban en Aguascalientes, México (en Isla San Marcos, La Soberana Ama 2020).

## Miembros

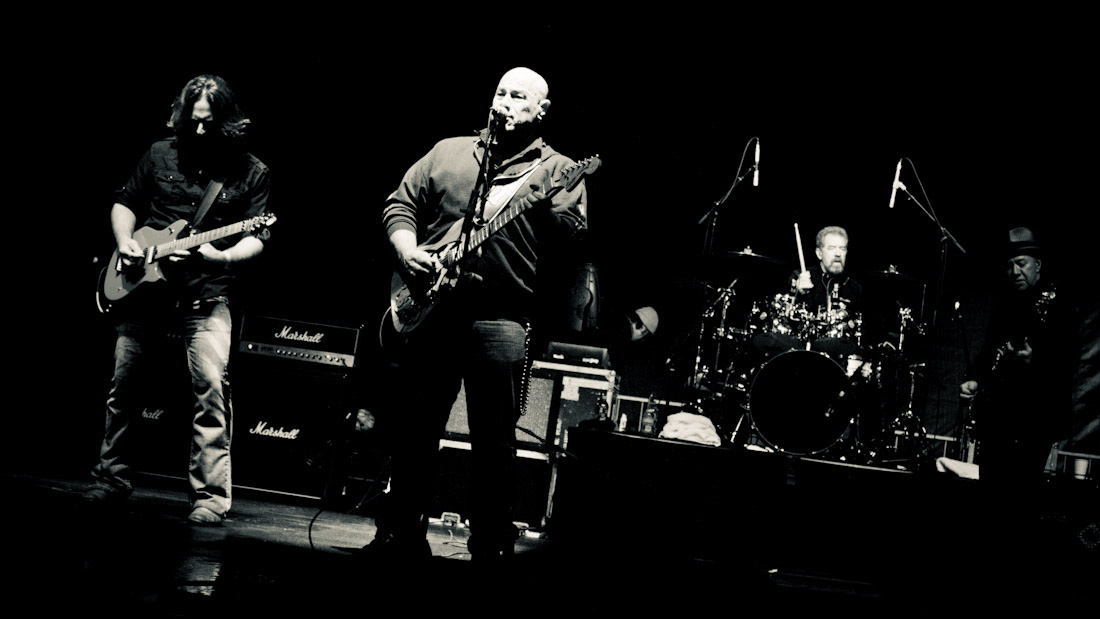
Creedence Clearwater Revisited en concierto el 29 de mayo de 2011.

### Formación final
- Doug Clifford: batería, percusión, coros (1995-2020)
- Stu Cook: bajo, coros (1995-2020)
- Steve «The Captain» Gunner: guitarra líder y rítmica, armónica, teclados, coros (1995-2020)
- Kurt Griffey: guitarra líder (2010-2020)
- Dan McGuinness: voz, guitarra rítmica (2016-2020)

### Miembros anteriores
- Elliot Easton: guitarra líder (1995-2004)
- Tal Morris: guitarra líder (2004-2010)
- John Tristao: voz, guitarra rítmica (1995-2016)
- Ron Wikso: batería (reemplazo ocasional de Doug Clifford; 2013-2019)

## Discografía
- Recollection (1998) - álbum en vivo de dos discos.
- The Best of Creedence Clearwater Revisited (20th Century Masters - The Millennium Collection) (2006) - álbum en vivo
- JDRF Hope for the Holidays (2009) - «Run, Rudolph, Run»
- Extended Versions (2010) - álbum en vivo
- JDRF More Hope for the Holidays (2010) - «Run, Rudolph, Run»
- Playlist: The Very Best of Creedence Clearwater Revisited (2016) - álbum en vivo